# Fronteira Indonésia–Papua-Nova Guiné
A fronteira entre a Indonésia e Papua-Nova Guiné se estende no sentido N-S, dividindo aproximadamente ao meio a ilha Nova Guiné separando a antiga província Irian Jaya (Indonésia) da Papua-Nova Guiné. 
Essa fronteira separa dois continentes, Ásia e Oceania, sendo a única fronteira terrestre da Oceania. É uma linha quase totalmente retilínea que vai entre os litorais Norte e Sul dessa ilha com o Oceano Índico, ficando na direção aproximada do Meridiano 141 Este. Há apenas acertos junto da foz do rio Fly.
A região onde se situa essa fronteira é de difícil acesso, quase toda coberta por floresta tropical úmida e pântanos. Passa por falésias do maciço montanhoso de Bougainville, apresenta trecho sinuoso em sua porção mais central ao seguir o rio Sepik. Vai entre as latitudes 2º 35' N e 6º 53' N.

## História

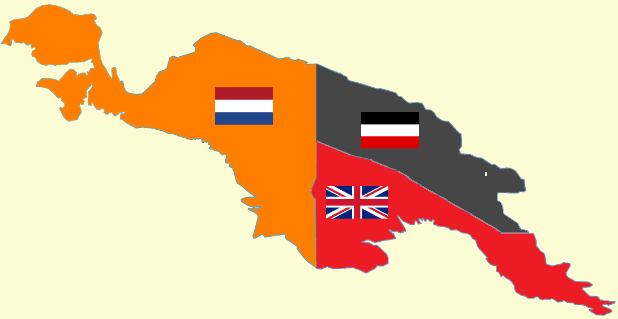
A partição colonial da Nova Guiné de 1884 a 1919.

Os Países Baixos começaram a colonizar a área da Indonésia moderna (então chamada de Índias Orientais Holandesas) no século XVII e estendeu seu domínio para o leste. Em 1828, reivindicaram a costa noroeste da Nova Guiné até o Meridiano 140 E em 1828, como parte das terras tradicionais do Sultão de Tidore.  Em 1884, a zona  nordeste da Nova Guiné foi reivindicada pela Alemanha e a zona sudeste pelos britânicos, com os dois concordando em uma fronteira entre seus respectivos territórios no ano seguinte. Em 1895, a Grã-Bretanha e os Países Baixos assinaram um tratado de fronteira que delimitou sua fronteira comum na ilha em sua localização atual. 
A Nova Guiné Britânica foi rebatizada de Território de Papua em 1905 e cedida à Austrália no ano seguinte. Após a derrota da Alemanha na Primeira Guerra Mundial, foi despojada de suas colônias, com a Nova Guiné alemã cedida à Grã-Bretanha em 1920 e então unida a Papua em 1949 como Território de Papua e Nova Guiné.  A Indonésia ganhou o reconhecimento da independência em 1949, no entanto, a Nova Guiné Holandesa foi mantida sob o domínio holandês devido ao seu caráter único, gerando uma disputa com a Indonésia, que reivindicou o território. O território foi posteriormente transferido para a Indonésia em 1963, com alguns habitantes se opondo ao domínio indonésio e iniciando uma insurgência que continua até hoje.  Em 1973, a metade oriental da ilha foi renomeada para Papua Nova Guiné e ganhou a independência em 1975.  A fronteira foi baseada em um tratado entre a Austrália e a Indonésia, assinado em 13 de fevereiro de 1973, que fixou a fronteira em sua posição atual. 
As tensões entre a Indonésia e Papua Nova Guiné aumentaram, à medida que o conflito em curso na Papua Ocidental desestabilizou a região da fronteira, causando fluxos de refugiados e incursões transfronteiriças pelos militares indonésios.  Em 1986, um tratado de amizade entre os dois países foi assinado, pelo qual ambos os lados concordaram em resolver quaisquer questões que tivessem de forma pacífica.  O tratado foi renovado em 1990. 